# Чиф-Логан
Чиф-Логан (англ. Chief Logan State Park, рус. Парк штата «Вождь Логан») — парк штата в округе Логан штата Западная Виргиния (США). Посвящён предводителю ирокезского племени минго в период, предшествовавший войне за независимость США, которого звали Вождь Логан.
Парк расположен в юго-западной части штата, занимает площадь 16,14 км². Ближайший город — Логан (ок. 3 километров по прямой на юг), кроме того, с востока к нему почти вплотную примыкает статистически обособленная местность Хенлоусон.
Парк был образован в 1969 году. Среди его достопримечательностей можно выделить художественный исторический музей, исторический локомотив типа C&O 2755, гостиницу на 75 номеров с конференц-залом, ресторан, плавательный бассейн, мини-гольф, пешие тропы общей длиной около 29 километров, имеются 25 открытых кемпинговых мест, в том числе к 14 из них подведено электричество, 7 крытых мест для пикника. В тёплое время года регулярно играются представления на открытом воздухе, связанные по теме с жизнью коренных обитателей этих мест до прихода сюда европейцев и об их противостояниях, самое регулярное из таких представлений — «История Аракомы». Аракома — так звали дочь индейского вождя Кукурузный Стебель. В парке обитают барибалы, рыжая рысь, кабаны, пёстрая неясыть, красноплечий канюк.